# Lequel de nous
Albums de Patrick Bruel
Seul… ou presque
(2009) Live 2014
(2014)
Singles
1. Lequel de nous
Sortie : 22 octobre 2012
2. She's Gone
Sortie : 2012
3. Maux d'enfants
Sortie : 19 juin 2013

Lequel de nous est le 7e album studio de Patrick Bruel, sorti le 26 novembre 2012, chez Sony Music.
L'album est réalisé par David François Moreau et Benjamin Constant.

## Accueil
Cette chanson est une reprise de Félix Gray (album de 2001).

### Accueil commercial
L'album s'est vendu à 400 000 exemplaires.

## Classements
| Classement (2012)            | Meilleure position |
| ---------------------------- | ------------------ |
| Belgique (Flandre Ultratop)  | 58                 |
| Belgique (Wallonie Ultratop) | 1                  |
| France (SNEP)                | 1                  |
| Suisse (Schweizer Hitparade) | 7                  |

## Fiche technique

### Liste des pistes
| 1.    | Dans ces moments-là                        | Patrick Bruel                                                | David Moreau, Patrick Bruel, Benjamin Constant | 4:34 |
| 2.    | Où es-tu ?                                 | Bruel, Marie-Florence Gros,Orlando Morais, Nicolas Neidhardt | Moreau, Bruel, Constant                        | 5:04 |
| 3.    | Les cigales s’en foutent                   | Raphaële Lannadère                                           | Moreau, Bruel, Constant                        | 3:45 |
| 4.    | She’s Gone                                 | Bruel, Roman Chelminski                                      | Moreau, Bruel, Constant                        | 3:32 |
| 5.    | Maux d’enfants (avec La Fouine)            | Bruel, Gros, Laouni Mouhid, Chelminski                       | Moreau, Bruel, Constant                        | 4:08 |
| 6.    | Lequel de nous                             | Félix Gray, Bruel                                            | Moreau, Bruel, Constant                        | 3:32 |
| 7.    | Tout change si vite                        | Bruel, Moreau                                                | Moreau, Bruel, Constant                        | 4:44 |
| 8.    | Les Larmes de leurs pères                  | Marie-Florence Gros - Patrick Bruel                          | Moreau, Bruel, Constant                        | 5:20 |
| 9.    | Viens tout contre moi                      | Bruel, Moreau                                                | Moreau, Bruel, Constant                        | 3:35 |
| 10.   | Je serai là pour la suite                  |                                                              | Moreau, Bruel, Constant                        | 3:22 |
| 11.   | Rome                                       | Patrick Bruel                                                | Moreau, Bruel, Constant                        | 4:06 |
| 12.   | J’aurais chanté peut-être                  | Bruel, Gros                                                  | Moreau, Bruel, Constant                        | 5:20 |
|       | Titres bonus                               |                                                              |                                                |      |
| 13.   | She’s Gone (version anglaise / acoustique) | Bruel, Chelminski                                            | Moreau, Bruel, Constant                        | 3:18 |
| 14.   | À mon ami Alfred T.                        | Alfred de Musset, Bruel                                      | Moreau, Bruel, Constant                        | 2:35 |
| 56:55 |                                            |                                                              |                                                |      |